# Покляткі
Покляткі (пол. Poklatki, нім. Buchenhagen) — село в Польщі, у гміні Клещево Познанського повіту Великопольського воєводства.
Населення — 161 особа (2011).
У 1975-1998 роках село належало до Познанського воєводства.

## Демографія
Демографічна структура станом на 31 березня 2011 року:
|          | Загалом | Допрацездатний вік | Працездатний вік | Постпрацездатний вік |
| -------- | ------- | ------------------ | ---------------- | -------------------- |
| Чоловіки | 81      | 19                 | 58               | 4                    |
| Жінки    | 80      | 17                 | 51               | 12                   |
| Разом    | 161     | 36                 | 109              | 16                   |